# كأس ملك إسبانيا 2002–03
كأس ملك إسبانيا 2002–03 (بالإسبانية: Copa del Rey de fútbol 2002-03)‏ هو الموسم 99 من كأس ملك إسبانيا. أقيم بتاريخ 27 أغسطس 2002، وأشرف على تنظيمه الاتحاد الملكي الإسباني لكرة القدم، وكان عدد الأندية المشاركة فيه 81، وفاز فيه ريال مايوركا.